# Aegosoma ossea
Aegosoma ossea là một loài bọ cánh cứng trong họ Cerambycidae.